# Straubing Tigers
Gli Straubing Tigers sono una squadra di hockey su ghiaccio con sede nella città tedesca di Straubing, nella Baviera orientale. Furono fondati nel 1948. Militano nella Deutsche Eishockey-Liga, massima divisione del campionato tedesco. I colori sociali sono il blu, il rosso ed il bianco. Le partite casalinghe vengono disputate presso l'Eisstadion am Pulverturm, che può contenere 5.800 spettatori.
Nel corso della sua storia la squadra ha conquistato per una volta il titolo della 2. Eishockey-Bundesliga e due Oberliga.

## Palmarès

### Competizioni nazionali
- 2. Eishockey-Bundesliga: 1

2005-2006
- Oberliga: 2

1974-1975, 1999-2000